# Villafruela
Villafruela község Spanyolországban, Burgos tartományban. Villafruela Palenzuela, Espinosa de Cerrato, Avellanosa de Muñó, Iglesiarrubia, Lerma és Torresandino községekkel határos. Lakosainak száma 143 fő (2024).

## Népesség
A település népessége az utóbbi években az alábbiak szerint változott:
| Lakosok száma | 290  | 255  | 252  | 236  | 230  | 212  | 197  | 186  | 168  | 143  |
|               | 2001 | 2004 | 2006 | 2009 | 2011 | 2014 | 2016 | 2019 | 2021 | 2024 |